# Holocentridae
Los candiles (Holocentridae) es una familia de peces marinos incluida en el orden Beryciformes. Se distribuyen por las zonas tropicales de los océanos Atlántico, Índico y Pacífico, con la mayor diversidad de especies en los arrecifes de estos dos últimos. La mayoría se encuentran en aguas profundas a unos 100 m de profundidad, pero los peces del género Ostichthys se encuentran en aguas mucho más profundas.
Suelen medir entre 15 a 35 cm. Tienen unos característicos ojos enormes, debido a que tienen hábitos de vida nocturnos; durante el día permanecen escondidos en cavidades. El color suele ser rojo plateado en la mayoría.
Las espinas del preopérculo, cerca de la abertura de las agallas, son venenosas y pueden resultar muy peligrosas.
Las especies de la subfamilia Holocentrinae se alimentan de invertebrados bentónicos y de pequeños peces, mientras que las especies de la subfamilia Myripristinae se alimentan de zooplancton.

## Géneros
Existen 8 géneros agrupados en dos subfamilias:
- Subfamilia Holocentrinae
  - Holocentrus (Scopoli, 1777)
  - Neoniphon (Castelnau, 1875)
  - Sargocentron (Fowler, 1904)

- Subfamilia Myripristinae
  - Corniger (Agassiz en Spix y Agassiz, 1831)
  - Myripristis (Cuvier, 1829)
  - Ostichthys (Cuvier en Cuvier y Valenciennes, 1829)
  - Plectrypops (Gill, 1862)
  - Pristilepis (Randall, Shimizu y Yamakawa, 1982)

## Imágenes

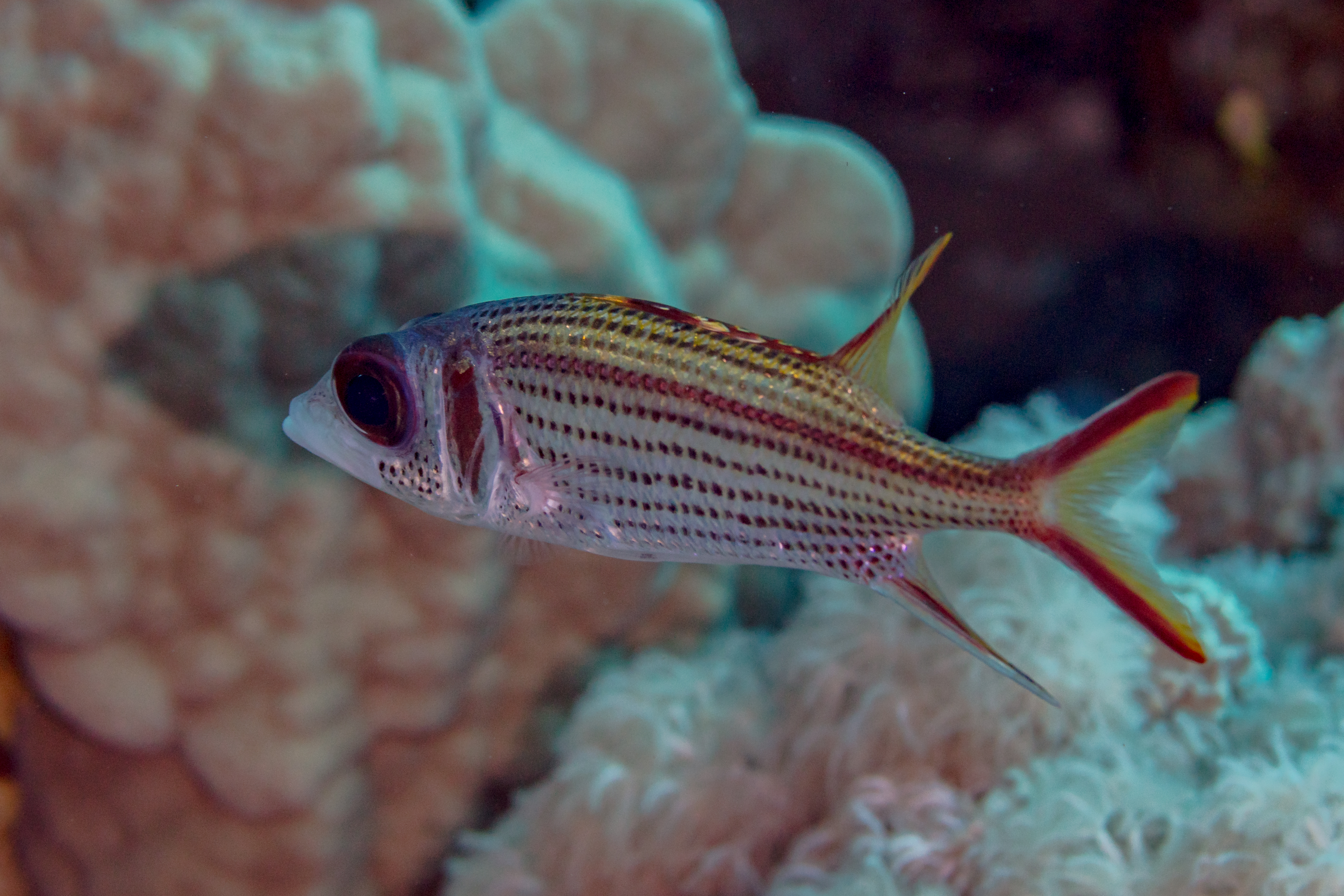
Neoniphon sammara
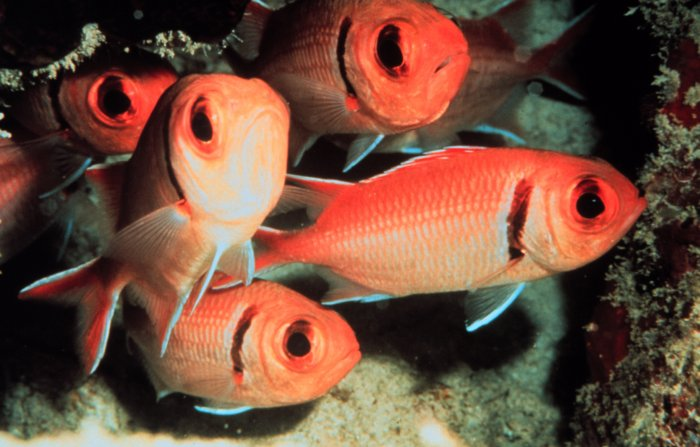
Myripristus jacobus
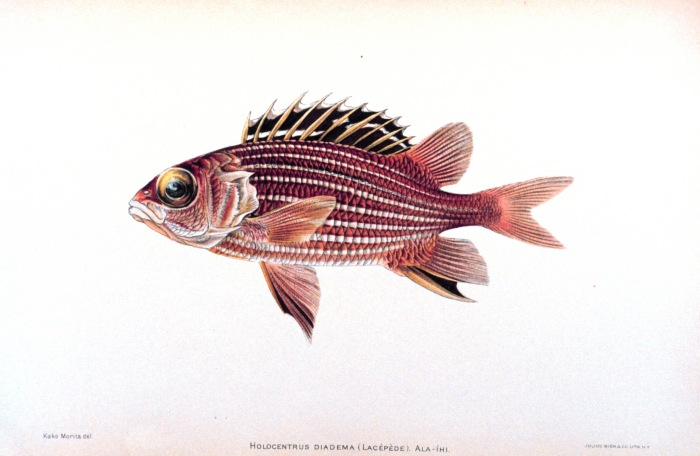
Sargocentron diadema
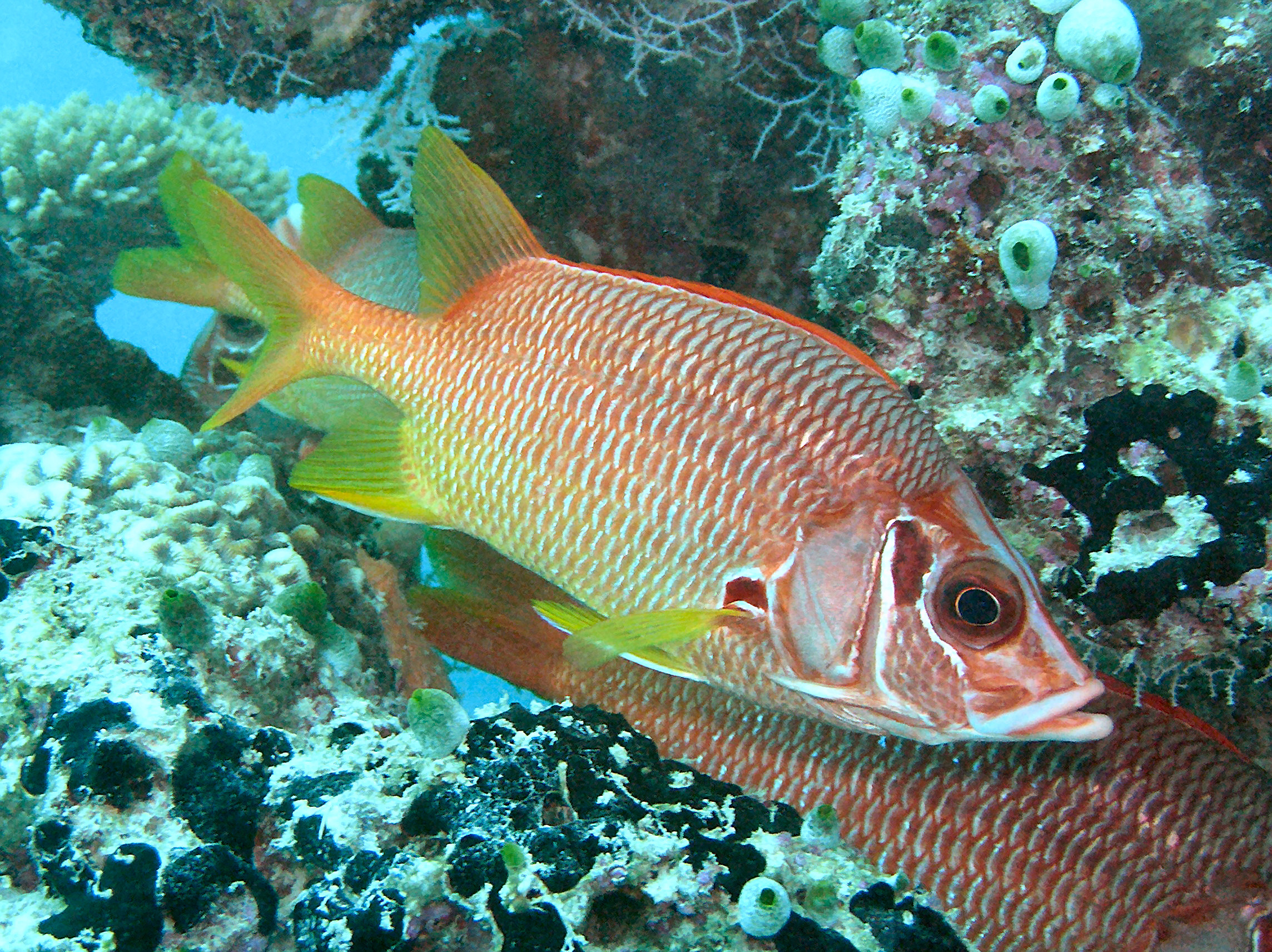
Sargocentron spiniferum